# 3083 OAFA
3083 OAFA este un asteroid din centura principală, descoperit pe 17 iunie 1974 de Felix Aguilar Obs..